# Phyllachora saurauiicola
Phyllachora saurauiicola är en svampart som beskrevs av Chardón 1939. Phyllachora saurauiicola ingår i släktet Phyllachora och familjen Phyllachoraceae.   Inga underarter finns listade i Catalogue of Life.